# Corona di Sant'Edoardo

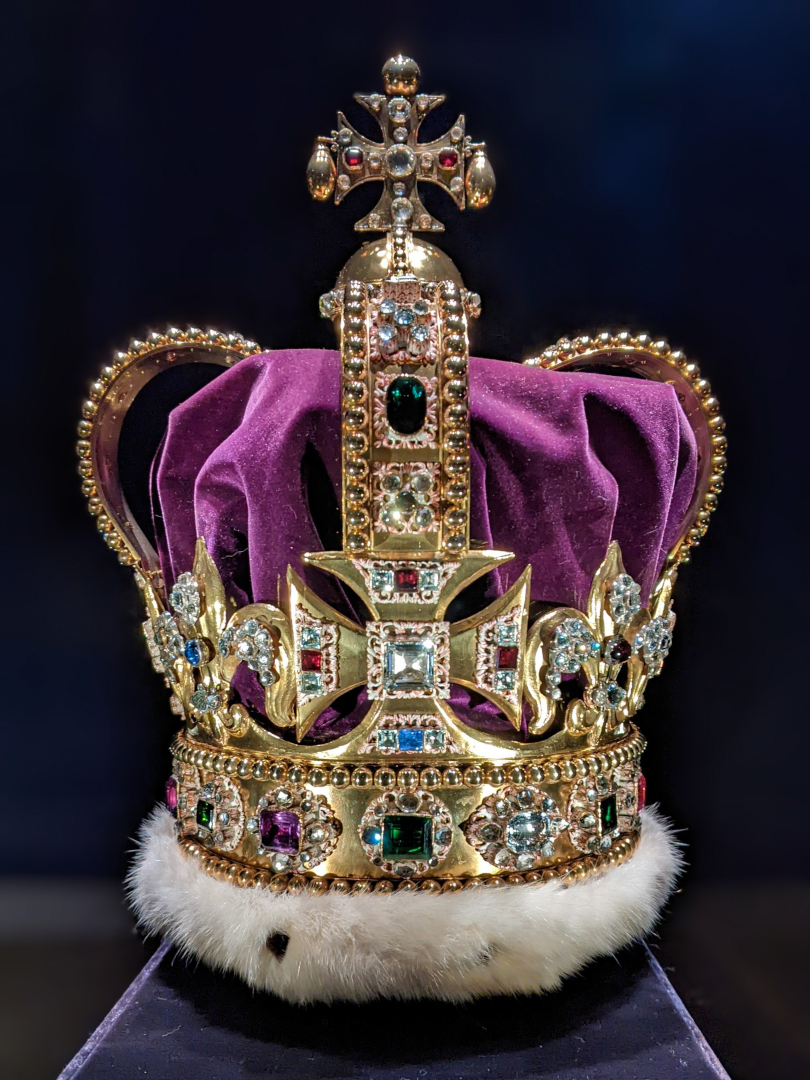
La corona di Sant'Edoardo

La Corona di Sant'Edoardo è il più importante tra i gioielli della Corona inglese e il fulcro della cerimonia d'incoronazione dei sovrani del Regno Unito in termini di sacralità e valore. Dal 1661 viene utilizzata per l'incoronazione dei re, a sostituzione della più antica corona, distrutta per ordine di Oliver Cromwell, durante la guerra civile inglese. Si sostiene che sia la copia della corona di Edoardo il Confessore, la quale incorporò a sua volta materiali dalla corona di Alfredo il Grande.
L'originale Corona di Sant'Edoardo, indossata dal Confessore la notte di Natale del 1065, è stata utilizzata per l'incoronazione di Guglielmo I d'Inghilterra nel Natale del 1066 e, successivamente, dai re normanni fino all'incoronazione di Giovanni d'Inghilterra nell'anno 1199. Re Enrico III d'Inghilterra è stato, invece, incoronato nell'ottobre 1216 con un diadema forgiato in forma di fogliame.
L'attuale corona è nota per contenere l'oro proveniente dalla corona distrutta da Cromwell. 
La regina Vittoria e il figlio Edoardo VII scelsero di non essere incoronati con la Corona di Sant'Edoardo per via del suo peso elevato, pari a 2,155 kg, preferendo la più leggera Corona Imperiale di Stato.
La Corona di Sant'Edoardo è simbolo dell'autorità reale britannica all'interno del Commonwealth dal 1953 ed è raffigurata su tutte le insegne reali ufficiali. È custodita, insieme agli altri gioielli, presso Jewel House, nella Torre di Londra.

## Descrizione
La Corona di Sant'Edoardo, alta 30 cm e pesante 2,23 kg, è composta da una base con quattro gigli alternati a quattro croci, sopra le quali gli archi sormontano un globo con una grande croce patente scorciata. All'interno è presente un berretto di velluto bordato di ermellino. La corona è realizzata in oro da 22 carati , con 444 pietre dure, nello specifico: 345 berilli acquamarina, 37 topazi bianchi, 27 tormaline, 12 rubini, 7 ametiste, 6 zaffiri, 2 zirconi, 1 granato, uno spinello e un almandino e perle.

## Storia

### Origine

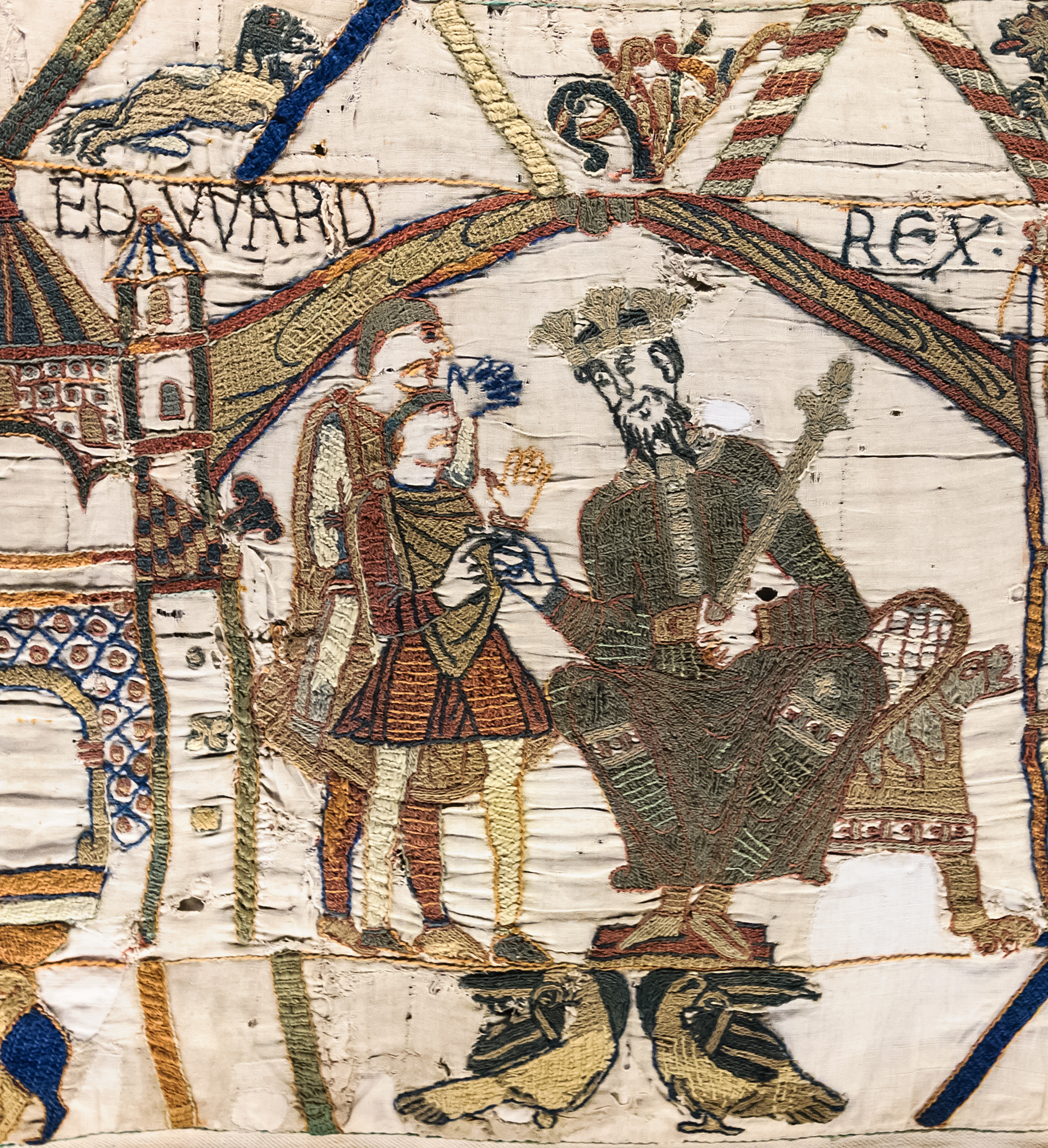
Edoardo il Confessore che indossa la corona nella prima scena dell'Arazzo di Bayeux

Edoardo il Confessore era solito indossare la sua corona a Pasqua, per la domenica in albis e a Natale. Nel 1161 fu canonizzato e gli oggetti connessi al suo regno divennero vere e proprie reliquie. I monaci che lo seppellirono all'abbazia di Westminster dissero che Edoardo aveva chiesto loro di perpetuare le sue regalie in eterno per le incoronazioni di tutti i futuri re inglesi. Anche se probabilmente tale affermazione non corrisponde alla verità e probabilmente venne inventata ad hoc per potere tramandare il legame tra i sovrani e l'abbazia, la tradizione venne accettata comunque, stabilendo così il primo set di regalie da incoronazione in Europa. Una corona definita "di Sant'Edoardo" venne utilizzata effettivamente per l'incoronazione di Enrico III nel 1220 e pare sia stata la medesima indossata da Edoardo.

### Reliquia
Una prima descrizione della corona la indica come "la corona di re Alfredo in oro con pietre e due piccole campane", del peso di 2,25 kg e valutata 248 sterline dell'epoca. Talvolta era definita "di re Alfredo" per il fatto che sulla scatola che la conteneva si trovava l'iscrizione che, tradotta dal latino, riportava: "Questa è la corona principale delle due con le quali vennero incoronati re Alfredo, Edoardo e altri". A ogni modo nella tradizione è prevalso il legame con l'istitutore delle regalie inglesi, sant'Edoardo appunto.
La corona di Sant'Edoardo lasciò rare volte l'abbazia di Westminster, ma, quando Riccardo II venne costretto ad abdicare nel 1399, fece portare la corona alla Torre di Londra, dove simbolicamente la concesse a Enrico IV dicendo "Ti omaggio e ti do questa corona con il quale io venni incoronato re d'Inghilterra e da cui dipendono tutti i diritti".
Venne usata nel 1533 per incoronare la seconda moglie di Enrico VIII, Anna Bolena – un'azione senza precedenti per una regina consorte. Durante il periodo Tudor tre corone venivano poste sulla testa di un monarca durante la sua incoronazione: quella di Sant'Edoardo, quella di Stato e una "corona ricca" realizzata per l'occasione. Dopo la riforma protestante la nuova Chiesa d'Inghilterra denunciò la venerazione delle reliquie medievali e a partire dall'incoronazione di Edoardo VI nel 1547 l'importanza data alla corona di Sant'Edoardo come reliquia venne meno durante la cerimonia.
Durante la guerra civile inglese il parlamento vendette la corona medievale di Sant'Edoardo, la quale era ritenuta da Oliver Cromwell il simbolo del "detestabile governo dei re".

### La Restaurazione

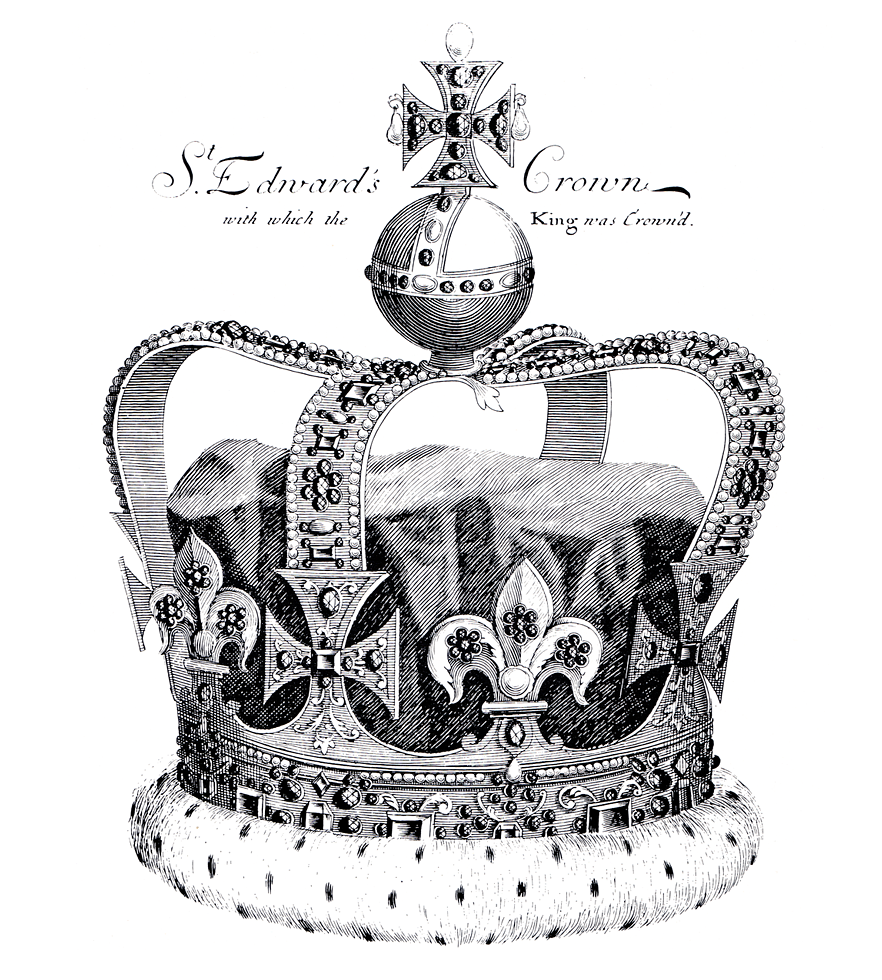
La corona di Sant'Edoardo come appariva all'epoca dell'incoronazione di Giacomo II d'Inghilterra nel 1685

Quando la monarchia venne restaurata in Inghilterra nel 1660, in preparazione dell'incoronazione di Carlo II, che era stato costretto a vivere in esilio all'estero, venne creata una nuova corona di Sant'Edoardo dal gioielliere reale Sir Robert Vyner. Essa riprendeva i canoni della corona medievale, con una pesante base d'oro incrostata di pietre semi-preziose, ma con archetti decisamente di stile barocco.
Alla fine del XX secolo si iniziò a pensare che potesse incorporare effettivamente almeno delle parti della corona di Sant'Edoardo originale, in quanto esse non differiscono in quanto a peso e non vennero fatti acquisti di materiali per la realizzazione della corona del 1660. Lo scrittore e storico Martin Holmes, in un articolo del 1959 per la rivista inglese Archaeologia, concluse che all'epoca dell'interregno di Cromwell la corona di Sant'Edoardo sia stata salvata dalla fusione e che il suo oro sia stato poi utilizzato per la realizzazione della nuova corona della Restaurazione.
Questa teoria venne infine accettata e molti libri, tra cui le guide ufficiali dei gioielli della corona alla Torre di Londra, finirono per riportarla. Nel 2008 nuove ricerche hanno scoperto che la corona per l'incoronazione e lo scettro vennero realizzati nel 1660 appositamente per l'imminente incoronazione, che venne ritardata poi diverse volte. Le altre regalie vennero commissionate nel 1661 dopo che il parlamento inglese ebbe aumentato il budget a disposizione come apprezzamento per il re. Con tutta probabilità, dunque, la corona che venne esposta al funerale di Cromwell era fatta di metallo dorato (forse rame) come era in uso nel XVII secolo e come pure avvenne per il funerale di Giacomo VI dove la corona esposta era costata cinque sterline ed era decorata con finte pietre preziose realizzate in vetro.
Nel 1671 Thomas Blood rubò la corona dalla Torre di Londra per breve tempo, appiattendola con un maglio nel tentativo di nasconderla. Per l'incoronazione di Giacomo II venne creato un nuovo globo coronato sulla sommità in sostituzione del precedente e per quella di Guglielmo III la base venne ovalizzata. Dopo l'incoronazione di Guglielmo III nel 1689 i re inglesi scelsero di essere incoronati con corone più leggere (come per esempio la corona di Giorgio IV), mentre la corona di Sant'Edoardo rimaneva sull'altare maggiore.

### Dal XX secolo a oggi
Edoardo VII era intenzionato a riprendere la tradizione di essere incoronato con la corona di Sant'Edoardo nel 1902, ma il giorno dell'incoronazione si stava ancora riprendendo da un'operazione di appendicite e preferì utilizzare la corona Imperiale di Stato per non affaticarsi.
La corona venne restaurata nel 1911, quando le vennero aggiunte 444 pietre tra preziose e semipreziose. Le imitazioni delle perle sugli archi e sulla base vennero sostituite con sfere d'oro placcate in platino. Il cerchio alla base della corona venne adattato per l'incoronazione di Giorgio V, il primo monarca a essere incoronato con la corona di Sant'Edoardo dopo duecento anni, riducendo così il peso totale della corona da 2,6 kg a 2,2 kg.
Venne usata come corona dal suo successore Giorgio VI nel 1937 e dalla regina Elisabetta II nel 1953, che decise di adottare anche un'immagine stilizzata per tutti i suoi stemmi, loghi, monogrammi, in patria e nei reami del Commonwealth, per simboleggiare la sua autorità regia. In questo contesto sostituì la corona Tudor che era stata inserita negli emblemi reali inglesi da Edoardo VII nel 1901. L'uso dell'immagine della corona è in questo senso concessa su permesso esclusivo del monarca.
Il re Carlo III fu incoronato con la corona di Sant'Edoardo il 6 maggio 2023, ma decise di riadottare la corona Tudor come emblema reale.
Il 4 giugno 2013 la corona di Sant'Edoardo è stata posta sull'altare maggiore dell'abbazia di Westminster in occasione del 60º anniversario dell'incoronazione della regina Elisabetta II - lasciando la Jewel House della Torre di Londra per la prima volta dal 1953.

## Marchio di conformità

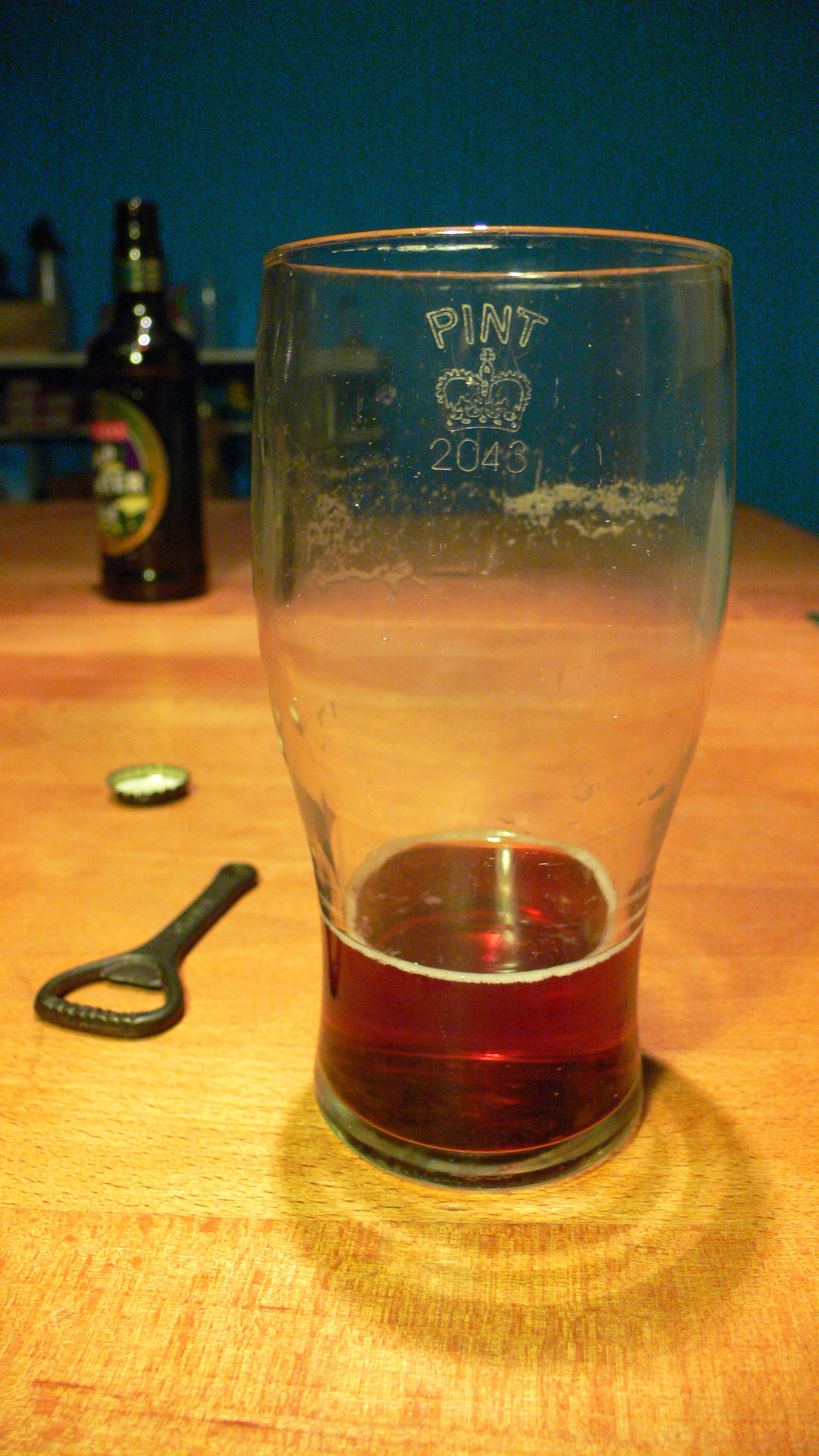
Bicchiere di birra da una pinta con l'immagine della Corona di Sant'Edoardo.

Per secoli, fino al 2006, nel Regno Unito sui bicchieri di birra da una pinta doveva essere obbligatoriamente riportata l'immagine di una Corona di Sant'Edoardo, come dichiarazione del fatto che la capacità del bicchiere era stata accuratamente misurata affinché corrispondesse esattamente ad una pinta. Dal 2006 al 2023 tale obbligo è stato sostituito dalla normativa sulla marcatura CE.

## Galleria d'immagini

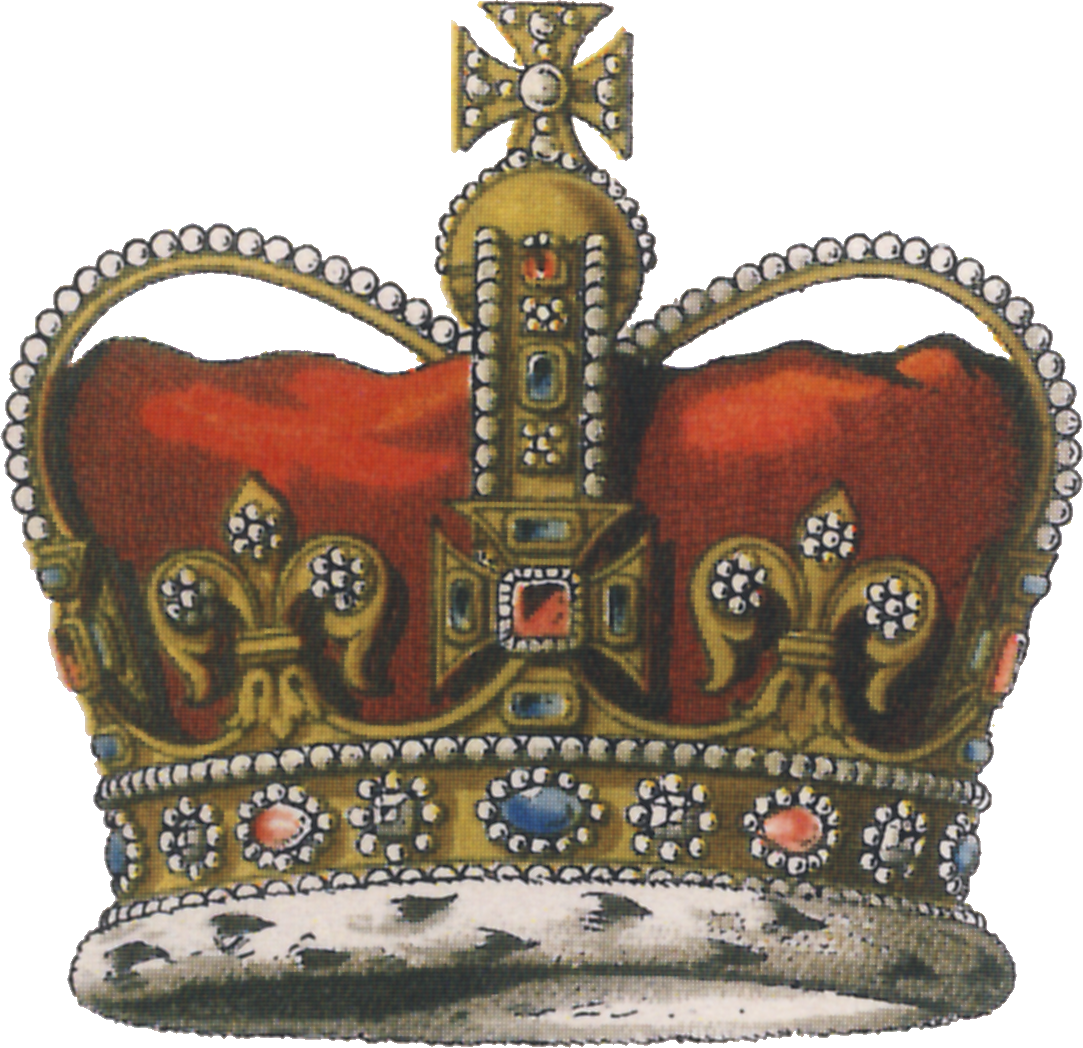
Un disegno della Corona di Sant'Edoardo
La Corona araldica di Sant'Edoardo